# Markus Rohde
Markus Rohde (* 1. Februar 1979 in Füssen) ist ein ehemaliger deutscher Eishockeyspieler und heutiger -trainer, der für den EV Landsberg als Nachwuchstrainer arbeitet. Sein Bruder Christian ist Eishockeytorwart.

## Karriere
Markus Rohde begann seine Karriere in der Nachwuchsabteilung des EV Füssen, für den er alle Nachwuchsmannschaften durchlief und in der Saison 1995/96 das erste Mal in den Profikader berufen wurde und sein Debüt in der zweithöchsten Spielklasse gab. Am Saisonende steig die Mannschaft des EVF in die 2. Liga Süd ab, Rohde konnte aber in der folgenden Spielzeit mit 46 Punkten in 28 Spielen überzeugen, so dass er einen Vertrag beim EC Peiting in der zweiten Liga bekam. Doch nach neun Spielen für Peiting wechselte er zurück nach Füssen und spielte dort die Saison zu Ende.
Im Sommer 1998 entschied er sich für einen Wechsel zum EC Ulm/Neu-Ulm, bevor er ein Jahr beim Zweitligisten SC Bietigheim-Bissingen unterschrieb, wo er insgesamt vier Spielzeiten verbrachte. Über zwei weitere Stationen in der 2. Bundesliga kam er 2005 zu den Hannover Indians.
Im Sommer 2007 entschloss er sich zu einem Wechsel zum Zweitligaabsteiger ESC Dresden. Jan Tabor, Manager der Eislöwen, sagt über den Neuzugang: „Markus Rohde ist ein sehr guter Schlittschuhläufer und hat lange Zeit sehr erfolgreich in der 2. Liga gespielt. Er hatte den Wunsch, sich unbedingt zu verändern und ich bin davon überzeugt, dass er sportlich eine gute Verstärkung ist und menschlich ebenfalls sehr gut passen wird.“ Mitte der Spielzeit 2007/08 verließ er jedoch die Eislöwen und absolvierte den Rest derselbigen beim EV Füssen. Seit Sommer 2008 steht er beim EV Landsberg 2000 unter Vertrag. Nach der Saison 2008/09 unterschrieb Markus Rohde für zwei weitere Jahre beim EV Landsberg 2000.
Nach der Saison 2009/10 beendete er seine aktive Karriere und arbeitet seither als Nachwuchstrainer beim EV Landsberg.

## Karrierestatistik

### International
Markus Rohde vertrat sein Heimatland bei der Junioren-B-Weltmeisterschaft 1999 in Ungarn, wo die U20-Nationalmannschaft den vierten Platz erreichte.
(Legende zur Spielerstatistik: Sp oder GP = absolvierte Spiele; T oder G = erzielte Tore; V oder A = erzielte Assists; Pkt oder Pts = erzielte Scorerpunkte; SM oder PIM = erhaltene Strafminuten; +/− = Plus/Minus-Bilanz; PP = erzielte Überzahltore; SH = erzielte Unterzahltore; GW = erzielte Siegtore; 1 Play-downs/Relegation; Kursiv: Statistik nicht vollständig)